# Sekundærrute 217
Sekundærrute 217 er en rutenummereret landevej på Sjælland.
Ruten strækker sig fra Roskilde til Mosede Strand.
Rute 217 har en længde på ca. 14 km.